# Foronda
Foronda est un village ou contrée faisant partie de la municipalité de Vitoria-Gasteiz dans la province d'Alava dans la Communauté autonome basque.

## Municipalité de Foronda
C'est une ancienne contrée rurale de la province d'Alava, du Pays Basque, qui en 1974 a été annexée par la commune de Vitoria-Gasteiz. Il se trouvait au nord-ouest de la ville de Vitoria. Il était formé par 13 villages Antezana Foronda, Arangiz, Artaza, Astegieta, Foronda, Guereña, Legarda, Lopidana, Mandojana, Mendiguren, Otazu, Uribarri Dibiña et de Ihurre.
Le bourg de Foronda donnait le nom à la commune, bien que la capitale se trouve à Antezana de Foronda.
Il avait une superficie de 36.3 km² et une population avoisinant les 700 habitants au moment de son annexion. Les villages qui formaient anciennement la commune de Foronda comptent actuellement une population de 754 habitants.